# Länssparbanken Stockholm

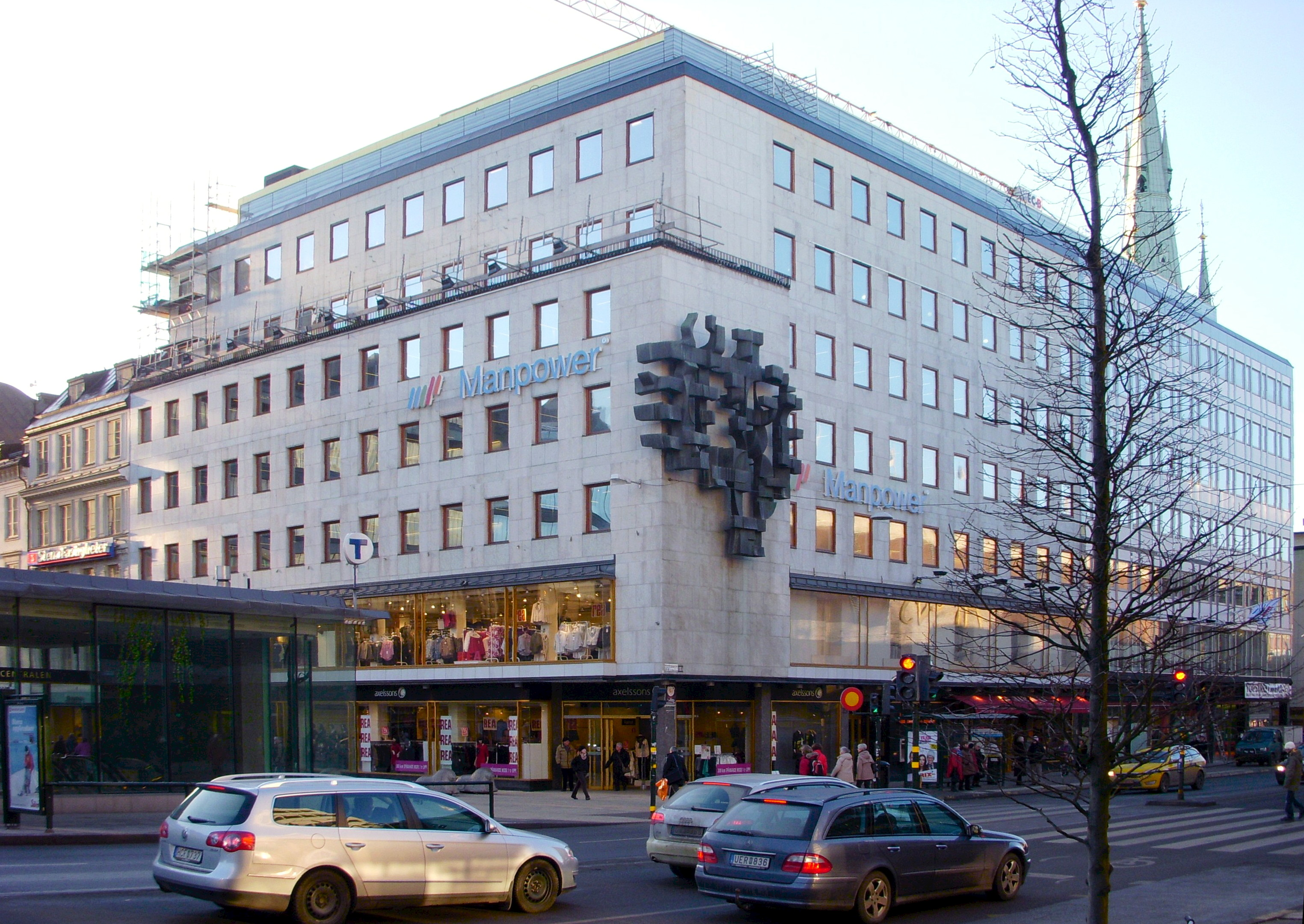
Länssparbankens hus på Klarabergsgatan.

Länssparbanken Stockholm grundades 1862 under namnet Stockholms läns sparbank. År 1955 bytte man namn till Länssparbanken Stockholm. Banken fusionerades med Stockholms stads sparbank och bildade 1979 Sparbanken Stockholm.
Banken bedrev till en början sin verksamhet vid Drottninggatan 36 i Stockholm. År 1871 köpte man ett äldre hus på Drottninggatan 39 som byggdes om för ändamålet av C N Söderberg. Mellan åren 1957 och 1960 lät man uppföra ett nytt bankhus på Klarabergsvägen 25 efter Curt och Lennart Björklunds ritningar. Byggnaden smyckas av Sven Sahlbergs skulptur Ränta på ränta.